# Kassaro
Kassaro is een gemeente (commune) in de regio Kayes in Mali. De gemeente telt 21.600 inwoners (2009).
De gemeente bestaat uit de volgende plaatsen:
- Bagan
- Ballandougou Morola
- Banankoro
- Faradjougou
- Kassaro
- Kliflo
- Kodialan
- Kondou
- Manabougou Coura
- Nafaddji Coro
- Nafadji Coura
- Noumana
- Sébénikoro
- Takoni
- Taman
- Tibassa
- Troloro